# Phloeograptis brachynta
Phloeograptis brachynta är en fjärilsart som beskrevs av Edward Meyrick 1904. Phloeograptis brachynta ingår i släktet Phloeograptis och familjen stävmalar. Inga underarter finns listade i Catalogue of Life.